# Paris Green
Paris Green è un film muto del 1920 diretto da Jerome Storm sotto la supervisione di Thomas H. Ince. Basato su un soggetto di Julien Josephson, il film aveva come interpreti Charles Ray, Ann May, Bert Woodruff, Gertrude Claire.

## Trama
Luther Green, conosciuto affettuosamente dagli amici come Paris Green, finita la guerra, si ferma per un po' di tempo a Parigi dove conosce Ninon Robinet. Nessuno dei due conosce la lingua dell'altro ma, nonostante la barriera linguistica, i due diventano amici. Partito dalla Francia, Luther torna a casa, al suo piccolo villaggio campagnolo dove, prima di partire per il fronte, aveva lasciato Edith, la sua fidanzata. Scopre, però, che lei, nel frattempo, lo ha dimenticato. Luther decide allora di andare a New York. Intanto Ninon, che è negli Stati Uniti in visita allo zio, è stata rapita. Fuggendo, la ragazza, che cerca di arrivare alla stazione ferroviaria, si viene a trovare nelle vicinanze della fattoria di Luther. Lì, incontra il suo vecchio amico di Parigi che la porta con sé a casa. I due si innamorano. Tramite un annuncio sul giornale, lo zio arriva alla fattoria, seguito dai rapitori che riescono a riprendere la ragazza. A cavallo, Luther fugge e la salva, riunendosi a quella che ormai è l'amore della sua vita.

## Produzione
Il film fu prodotto dalla Thomas H. Ince Corporation.

## Distribuzione
Il copyright del film, richiesto da Thomas H. Ince, fu registrato il 31 dicembre 1919 con il numero LP14781.

Distribuito dalla Paramount-Artcraft Pictures, il film uscì nelle sale statunitensi nel giugno 1920.
Copia completa della pellicola si trova conservata negli archivi del George Eastman House di Rochester.